# Ichnanthus ephemeroblepharis
Ichnanthus ephemeroblepharis là một loài thực vật có hoa trong họ Hòa thảo. Loài này được G.A.Black & Fróes mô tả khoa học đầu tiên năm 1948.